# Intergrup del Parlament Europeu sobre Drets LGBTI
L'Intergrup del Parlament Europeu en Drets LGBTI és un intergrup compost per legisladors i legisladores del Parlament Europeu que se centra en el dret de les persones lesbianes, gais, bisexuals, transgèneres i intersexuals tant dins i com fora de la Unió Europea. Col·labora amb altres associacions LGBTI com ILGA-Europa.

## Membres

### Presidència
La presidència és exercida per Daniele Viotti i Ulrike Lunacek. La vicepresidència inclou Sophie in 't Veld, Malin Björk, Sirpa Pietikäinen, Tanja Fajon, Ian Duncan i Fabio-Massimo Castaldo.

### Altres membres
A partir del gener de 2017 (en el vuitè Parlament Europeu) l'organització reuneix 152 membres, incloent les persones mencionades a dalt.
Per grups polítics:
- 60 de l'Aliança Progressista de Socialistes i Demòcrates (S&D)
- 20 de Els Verds/Aliança Lliure Europea (Els Verds/ALE)
- 19 de l'Aliança dels Liberals i Demòcrates per Europa (ALDE)
- 17 de l'Esquerra Unitària Europea/Esquerra Verda Nòrdica (GUE-NGL)
- 13 del Partit Popular Europeu (EPP)
- 5 dels Conservadors i Reformistes Europeus (CRE)
- 5 d'Europa de la Llibertat i la Democràcia Directa (EFDD)

## Secretaria
El secretari actual és Evert Jan Jacobsen des de 2014.
Secretaries passades inclouen
- Oscar Ortiz-Nieminen (setembre 2005 – març 2006)
- Catrine Norrgård (desembre 2005 – juny 2006)
- Kim Smouter (setembre 2006 – juliol 2007)
- Maris Sergejenko (abril 2008 – juny 2009)
- Bruno Selun (novembre 2009 – juny 2014).